# رود کبوک
رود کبوک (انگلیسی: Kobuk River) رودی به طول حدود ۲۸۰ مایل (۴۵۰ کیلومتر) که در منطقه شمالگان و شمالغربی ایالت آلاسکا در ایالات متحده جریان دارد